# ジョルジュ・ローデンバック
ジョルジュ・ローデンバック（Georges Rodenbach、1855年7月16日 - 1898年12月25日）は19世紀末のベルギーの詩人、小説家。日本語表記はロデンバック、ロダンバックとも。
その代表作に「死都ブリュージュ」があり、日本ではフランス文学研究者の村松定史が現代和訳、ローデンバック研究の第一人者。

## 略歴
1855年7月16日、ベルギーのトゥルネーの名家に生まれた。誕生後すぐに家族に連れられゲントに移り住む。ここで学業を修め、サント・バルブ校に通学し、生涯の友ヴェルハーレンと出会う。その後、ゲント大学に入学して法律を学び、1879年、法学博士となる。翌年、修学のためパリに赴くが、劇場や芸術家の集まりに多く出入りし、ユゴー、バンヴィルらと知り合う。シャルル・ボードレールの『悪の華』に衝撃を受け、デカダン派や象徴派の詩人たちと交遊するようになる。ポール・ヴェルレーヌやステファヌ・マラルメとも面識を得る。
帰国後、ゲントで弁護士生活に入るが、1883年にブリュッセルに移り、文芸誌『若きベルギー』に集う若者たちのリーダーとなる。1886年には弁護士を辞めて創作一筋の生活を始める。
- 1877年、処女詩集『炉辺と野外』。
- 1879年、名品「小箱」を含む詩集『悲しみ』。
- 1881年、『優美な海』。（『悲しみ』および『優美な海』は、凡庸な出来として後に詩人は否認。）
- 1884年、詩集『社交界の冬』。
- 1885年、ブリュッセルで弁護士を開業。同時期にマックス・ワーラー主宰の「若きベルギー」誌に詩作を発表。
- 1886年、この頃の詩人の個性がはっきりと表れている詩集に『白い青春』がある。
- 1887年、パリに移住。ここで多くの文学者と交わりを持ち、「ジュルナール」誌に発表の場を与えてくれたゴンクール兄弟の《屋根裏サロン》の一員となり、アルフォンス・ドーデらと知己を得る。また、ステファヌ・マラルメの《火曜会》の常連ともなる。
- 1888年、詩篇『静寂』。マラルメが初めてローデンバックに出した手紙（1888年3月25日付、パリ）は、この詩集への礼状であり、そこには「ものの意味形成性」を詩に読む共通の観点が述べられ、「最も純粋で奇跡的な」詩篇のひとつという賛辞が見える。この年の8月11日に、5歳年下のアンナ＝マリア・ユルバンと結婚。ブルターニュへ新婚の旅。
- 1889年、最初の長編小説『配所（流浪）の芸術』を発表。
- 1891年、詩集『静寂の国』（詩篇『静寂』を含む詩集。）
- 1892年、息子コンスタン誕生。「ル・フィガロ」誌の2月4日〜14日に連載した小説『死都ブリュージュ』が、写真挿画入りで刊行される。
- 1893年、詩集『眼の中の旅』。
- 1894年、コメディ・フランセーズで、1幕韻文劇『ヴェール』が上演され、高い評価を受ける。小説『ベギン会修道女の美術館』。
- 1895年、『召命』。一時健康を害し、ノイローゼを患う。
- 1896年、散文『墳墓』、詩集『閉ざされた生活』。
- 1897年、長編小説『カリヨン（楽鐘）奏者』を刊行。
- 1898年、自由詩型の詩集『故里の空の鏡』。クリスマスの宵、盲腸炎で急逝。享年43歳。詩人マラルメや画家ギュスタヴ・モロー、ピエール・ピュヴィス・ド・シャヴァンヌも同じ年に他界している。
- 1899年、小説『木』。
- 1899年、評論『エリート』。
- 1901年、短編小説集『霧の紡車』。
- 1924年、随想『招魂集』。

日本に於けるローデンバックの移入は、永井荷風や北原白秋、西条八十らがローデンバックを愛読し下記に訳がある。
- 上田敏訳（『海潮音』本郷書院 明治38年）「黄昏」１ Ⅱ
- 大木篤夫訳（『近代佛蘭西詩集』 アルス 昭和3年）「田舎の町に」１ⅩⅩⅣ
- 矢野峰人訳（『志るゑつと』 東京学藝社 昭和8年）「鏡」１Ⅴ
- 内藤濯訳（『形影集』 白水社 昭和28年）「悲しさや」１ⅤⅣ、「月光」１ⅩⅥ、「室には光うすれしを」１Ⅳ[抄訳]、「野の里の……」１ⅩⅩⅣ
- 小浜俊郎訳（『詞華集』 国書刊行会 昭和60年）「田舎では……」１ⅩⅩⅣ

永井荷風は1911年（明治44年）の長崎旅行記『海洋の旅』で、うらびれた島原の旅館に滞在して「そして悲しいロオダンバックのように唯だ余念もなく、書斎の家具と、寺院の鐘と、尼と水鳥と、廃市を流るる堀割の水とばかりを歌い得るようになりたい」と記している。
ブリュージュに似て堀割の多い水都・柳川で育った北原白秋は「かはたれのロオデンバッハ芥子の花ほのかに過ぎし夏はなつかし」と詠んでいる。

## 作品一覧
- Œuvre poétique 2 vol., Archives Karéline, 2008
- Le Foyer et les Champs, 1877, poésies
- Les Tristesses, 1879, poésies
- La Belgique 1830-1880, 1880, poème historique
- La Mer élégante, 1881, poésies
- L'hiver mondain, éditions Henry Kistemaeckers, Bruxelles, 1884
- Vers d'amour, 1884
- La Jeunesse blanche, 1886, poésies
- Du Silence, 1888
- L'Art en exil, 1889
- Bruges-la-Morte, 1892, roman
- Le Voyage dans les yeux, 1893
- Le Voile, drame, joué à la Comédie-Française le 21 mai 1894
- L'Agonie du soleil, 1894
- Musée de béguines, 1894
- Le Tombeau de Baudelaire, 1894
- La Vocation, 1895
- À propos de "Manette Salomon". L'Œuvre des Goncourt, 1896
- Les Tombeaux, 1896
- Les Vierges, 1896
- Les Vies encloses, 1896, poème
- Le Carillonneur, 1897, roman
- Agonies de villes, 1897
- Le Miroir du ciel natal, 1898

## 死後出版作品
- Le Mirage, adaptation théâtrale de son roman Bruges-la-Morte, 1900
- Évocations, notice de Pierre Maes, La Renaissance du Livre, in-18°, 320 p., 1924

## 翻訳作品
- Bruges-la-Morte,「死の都ブリゥジュ」江間俊雄訳、春陽堂、1933年
- 「鏡」高橋洋一訳、森開社、1976年
- Du Silence,「静寂 ジョルジュ・ローデンバック詩集」村松定史訳、森開社、1986年
- Bruges-la-Morte
  - 「死都ブリュージュ」窪田般彌訳、岩波書店〈岩波文庫〉、1988年。ISBN 978-4003257814
  - 「死都ブリュージュ」田辺保訳、国書刊行会、1984年／グーテンベルク21・電子出版、2022年
- 「ローデンバック集成」髙橋洋一訳、筑摩書房〈ちくま文庫〉、2005年。ISBN 978-4-480-42135-7
死の都ブリュージュ、霧の紡ぎ車、ブリュージュ、我が日記を含む : 死後刊行された短篇集『霧の紡ぎ車』を中心に、エセー、日本語初訳の日記を収録。
- 「雲」トーマス・マン, ローデンバック, ヤコブセン／野田倬, 髙橋洋一, 山室静 訳、ポプラ社・百年文庫、2011年。ISBN 978-4-591-12186-3
  - （幸福への意志、肖像の一生、フェーンス夫人を含む）
- L'Arbre,「樹」村松定史訳、森開社、2009年
- La Jeunesse Blanche,「白い青春」村松定史訳、森開社、2016年
- Le Voile,「ヴェール」村松定史訳、森開社、2017年
- Les lignes de la main,「手相」村松定史訳、森開社、2018年
- Les cygnes,「白鳥」村松定史訳、森開社、2019年
- Les Tombeaux,「墓」村松定史訳、森開社、2019年
- Les Vierges,「乙女たち」村松定史訳、森開社、2019年

## 関連書籍
- 村松定史「日本におけるジョルジュ・ローデンバック」芸林書房、1998年、ISBN 978-4768156209
- 三田 順「ベルギー象徴派における文学と美術の照応--ジョルジュ・ローデンバックとグザヴィエ・メルリの比較研究」、2008年
- 村松定史「ジョルジュ・ローデンバック研究 」弘学社、2014年、ISBN 978-4902964912

## 関連作品
- 『死の都』…ローデンバックの「死都ブリュージュ」に基づくエーリヒ・ヴォルフガング・コルンゴルト作曲の歌劇。